# Alderney zászlaja
Alderney zászlaja Alderney egyik nemzeti jelképe.
A zászlót 1993. december 20-án fogadták el hivatalosan. A zászlón vörös Szent György kereszt látható.
Alderney zászlajának a közepén szerepel a sziget emblémája. Az embléma egy jobb mancsában zöld korongon három levelet tartó brit oroszlán, sárga díszítő kerettel.